# العلاقات الآيسلندية الأوكرانية
العلاقات الآيسلندية الأوكرانية هي العلاقات الثنائية التي تجمع بين آيسلندا وأوكرانيا.

## مقارنة بين البلدين
هذه مقارنة عامة ومرجعية للدولتين:
| وجه المقارنة                                              | آيسلندا          | أوكرانيا                                   |
| --------------------------------------------------------- | ---------------- | ------------------------------------------ |
| المساحة (كم2)                                             | 103.00 ألف       | 603.63 ألف                                 |
| عدد السكان (نسمة)                                         | 317.35 ألف       | 45.55 مليون                                |
| الكثافة السكانية (ن./كم²)                                 | 3.08             | 75.46                                      |
| العاصمة                                                   | ريكيافيك         | كييف                                       |
| اللغة الرسمية                                             | اللغة الآيسلندية | اللغة الأوكرانية                           |
| العملة                                                    | كرونة آيسلندية   | هريفنا أوكرانية، كاربوفانيتس، روبل سوفييتي |
| الناتج المحلي الإجمالي (بليون دولار)                      | 23.91 مليار      | 112.15 مليار                               |
| الناتج المحلي الإجمالي (تعادل القوة الشرائية) بليون دولار | 15.79 مليار      | 352.98 مليار                               |
| الناتج المحلي الإجمالي الاسمي للفرد دولار أمريكي          | 50.17 ألف        | 2.11 ألف                                   |
| الناتج المحلي الإجمالي للفرد دولار أمريكي                 | 46.55 ألف        | 8.66 ألف                                   |
| مؤشر التنمية البشرية                                      | 0.899            | 0.747                                      |
| رمز المكالمات الدولي                                      | +354             | +380                                       |
| رمز الإنترنت                                              | .is              | .ua، .укр ‏                                 |
| المنطقة الزمنية                                           | 00، أوروبا/لندن ‏ | ت ع م+02:00، ت ع م+03:00، توقيت شرق أوروبا |

## منظمات دولية مشتركة
يشترك البلدان في عضوية مجموعة من المنظمات الدولية، منها:
| علم المنظمة | اسم المنظمة                               | تاريخ انضمام آيسلندا | تاريخ انضمام أوكرانيا |
| ----------- | ----------------------------------------- | -------------------- | --------------------- |
|             | وكالة ضمان الاستثمار متعدد الأطراف        | 25 سبتمبر 1998       | 19 يوليو 1994         |
|             | الأمم المتحدة                             | 19 نوفمبر 1946       | 24 أكتوبر 1945        |
|             | الفريق المعني برصد الأرض                  | ?                    | ?                     |
|             | منظمة حظر الأسلحة الكيميائية              | ?                    | ?                     |
|             | منظمة التجارة العالمية                    | ?                    | 16 مايو 2008          |
|             | منظمة الشرطة الجنائية الدولية             | ?                    | ?                     |
|             | منظمة الأمن والتعاون في أوروبا            | 25 يونيو 1973        | 30 يناير 1992         |
|             | مؤسسة التنمية الدولية                     | 19 مايو 1961         | 27 مايو 2004          |
|             | نظام تحكم تكنولوجيا القذائف               | 1993                 | 1998                  |
|             | يونسكو                                    | 8 يونيو 1964         | 12 مايو 1954          |
|             | مجلس أوروبا                               | ?                    | 9 نوفمبر 1995         |
|             | الاتحاد البريدي العالمي                   | ?                    | ?                     |
|             | البنك الدولي للإنشاء والتعمير             | 27 ديسمبر 1945       | 3 سبتمبر 1992         |
|             | اتفاقية السماوات المفتوحة                 | ?                    | ?                     |
|             | المنظمة الهيدروغرافية الدولية             | ?                    | ?                     |
|             | الاتحاد الدولي للاتصالات                  | 1 أكتوبر 1906        | 7 مايو 1947           |
|             | مؤسسة التمويل الدولية                     | 20 يوليو 1956        | 18 أكتوبر 1993        |
|             | المركز الدولي لتسوية المنازعات الاستشارية | 14 أكتوبر 1966       | 7 يوليو 2000          |
|             | مجموعة أستراليا                           | 1993                 | 2005                  |
|             | مجموعة الموردين النوويين                  | ?                    | ?                     |

## وصلات خارجية
- موقع وزارة الخارجية الآيسلندية
- موقع وزارة الخارجية الأوكرانية